# Championnats du monde de slalom (canoë-kayak) 1953
Navigation
Championnats du monde de slalom 1951 Championnats du monde de slalom 1955
Les 3e Championnats du monde de slalom en canoë-kayak se sont déroulés en 1953 à Merano, dans la province de Bolzano dans le Trentin-Haut-Adige, en Italie, sous l'égide de la Fédération internationale de canoë.

## Podiums

### Femmes

#### Kayak
| Epreuve                | Or                                                             | Points | Argent                                                              | Points | Bronze                                               | Points |
| Folding K-1            | Fritzi Schwingl (AUT)                                          |        | Eva Setzkorn(GDR)                                                   |        | Dana Martinová (TCH)                                 |        |
| Folding K-1 par équipe | Tchécoslovaquie Jaroslava Havlova Dana Martinová Kveta Havlova |        | Allemagne de l'Est Anneliese Borwitz Eveline Pawliszek Eva Setzkorn |        | Autriche Ulrike Werner Gertrude Will Fritzi Schwingl |        |

### Hommes

#### Canoë
| Epreuve        | Or                                                               | Points | Argent                                                                 | Points | Bronze                                                                 | Points |
| C-1            | Charles Dussuet (SUI)                                            |        | Vaclav Nic (TCH)                                                       |        | Vladimir Jirasek (TCH)                                                 |        |
| C-1 par équipe | Tchécoslovaquie Stanislav Jansky Vladimir Jirasek Jan Sulc       |        | Suisse Roland Bardet Charles Dusset Jean-Paul Roessinger               |        | France Jacques Velard Pierre Biehler Jacques Marsigny                  |        |
| C-2            | Suisse Charles Dussuet Jean Engler                               |        | Tchécoslovaquie Vaclav Nic Jan Suic                                    |        | France Pierre d'Alençon Jean-Luc Houssaye                              |        |
| C-2 par équipe | France d'Alençon/ Houssaye Gavinet R. / Gavinet S. Neveu / Paris |        | Suisse Dufour / Roessinger P. Junod / Roessinger J.P. Engler / Dussuet |        | Tchécoslovaquie Cihak / Pecka Jan Havel / Pecka Jiri Hendrych / Hradil |        |

#### Kayak
| Epreuve                | Or                                                          | Points | Argent                                                                | Points | Bronze                                                 | Points |
| Folding K-1            | Walter Kirschbaum (FRG)                                     |        | Rudolf Sausgruber (AUT)                                               |        | Milan Zedel (YUG)                                      |        |
| Folding K-1 par équipe | Autriche Franz Grafetsberger Hans Herbist Rudolf Sausgruber |        | Allemagne de l'Ouest Guenter Deuble Hilmar Pawliczek Helmuth Setzkorn |        | Allemagne de l'Ouest Karl Bruns Dieter Frank Karl Rath |        |

## Tableau des médailles
| Rang  | Nation               | Or | Argent | Bronze | Total |
| ----- | -------------------- | -- | ------ | ------ | ----- |
| 1     | Tchécoslovaquie      | 2  | 2      | 3      | 7     |
| 2     | Suisse               | 2  | 2      | 0      | 4     |
| 3     | Autriche             | 2  | 1      | 1      | 4     |
| 4     | Allemagne de l'Ouest | 1  | 1      | 1      | 3     |
| 5     | France               | 1  | 0      | 2      | 3     |
| 6     | Allemagne de l'Est   | 0  | 2      | 0      | 2     |
| 7     | Yougoslavie          | 0  | 0      | 1      | 1     |
| Total | Total                | 8  | 8      | 8      | 24    |